# Proceso adaptado
En teoría de procesos estocásticos, un proceso adaptado (o proceso no anticipatorio) es un proceso en el que el conjunto de eventos posibles hasta un instante dado solo depende de los eventos pasados y el proceso "no puede anticipar el futuro". Una interpretación informal de esto es que un proceso X es adaptado si y solo si, para cada realización y todo tiempo t, el valor de Xt  se conoce en el tiempo solo t. El concepto de proceso adaptado es esencial, por ejemplo, en la definición de la integral de Itō que aparece como solución a la ecuación diferencial estocástica de Itō, que solo tiene sentido si el integrando es un proceso adaptado.

## Definición formal
Sea
- {\displaystyle (\Omega ,{\mathcal {F}},\mathbb {P} )} un espacio de probabilidad;
- {\displaystyle I} un conjunto totalmente ordenado de índices {\displaystyle \leq } (frecuentemente, {\displaystyle I} es {\displaystyle \mathbb {N} }, {\displaystyle \mathbb {N} _{0}}, {\displaystyle [0,T]} o {\displaystyle [0,+\infty )});
- {\displaystyle {\mathcal {F}}_{\cdot }=\left({\mathcal {F}}_{i}\right)_{i\in I}} es una filtración de la σ-álgebra {\displaystyle {\mathcal {F}}};
- {\displaystyle (S,\Sigma )} es un espacio de medida, el espacio de estados;
- {\displaystyle X:I\times \Omega \to S} es un proceso estocástico.

El proceso {\displaystyle X} está adaptado a la filtración {\displaystyle \left({\mathcal {F}}_{i}\right)_{i\in I}} si la variable aleatoria {\displaystyle X_{i}:\Omega \to S} es una función medible de {\displaystyle ({\mathcal {F}}_{i},\Sigma )} para cada {\displaystyle i\in I}.

## Ejemplos
Considérese un proceso estocástico X : [0, T] × Ω → R, y la recta real R equipada con la σ-álgebra de Borel generada por los conjuntos abiertos de la topología usual de la recta real.
- Si se toma la filtración natural F•X, donde FtX es la σ-álgebra generada por las preimágenes Xs−1(B) de los conjuntos borelianos B de R y tiempos 0 ≤ s ≤ t, entonces X es automáticamente un proceso F•X-adaptado. Intuitivamente, la filtración natural F•X contiene la "información completa" sobre el comportamiento de X hasta el instante  t.

- Esto ofrece un ejemplo sencillo de proceso no adaptado X : [0, 2] × Ω → R: se escoge Ft como la σ-álgebra trivial {∅, Ω} para instantes 0 ≤ t < 1, y Ft = FtX para instantes 1 ≤ t ≤ 2. Puesto que la única manera de que una función pueda ser medible con respecto a la σ-álgebra trivial es que sea constante, cualquier proceso no constante en [0, 1] no puede ser F•-adaptado. El carácter no constante de un proceso "usa información" de una σ-álgebra futura que contiene más información Ft, 1 ≤ t ≤ 2.